# Newcastle United Football Club 2016-2017
Questa pagina raccoglie i dati riguardanti il Newcastle United Football Club nelle competizioni ufficiali della stagione 2016-2017.

## Stagione
La stagione 2016-2017, la 124° della loro storia, vede il ritorno dopo sei stagioni del Newcastle United in Football League Championship, in seguito alla retrocessione dalla Premier League la scorsa stagione.
Il 25 maggio 2016 viene confermato sulla panchina dei Magpies Rafael Benítez, che firma un contratto di tre anni. Il 1º giugno il suo vice, Fabio Pecchia, si trasferisce all'Hellas Verona in Serie B.
La stagione è partita ufficialmente dal 1º luglio, e terminerà il 30 giugno 2017. L'esordio in Championship arriva il 5 agosto, nella partita inaugurale del torneo, che vede il Fulham prevalere sul Newcastle per 1-0.

## Maglie e sponsor
Lo sponsor tecnico per la stagione 2016-2017 è, per la settima stagione di fila, Puma, mentre come sponsor tecnico viene confermato Wonga, al quinto anno con i Magpies.
|  | Casa | Trasferta | Terza maglia |

## Rosa
Rosa, numerazione e ruoli, tratti dal sito ufficiale, sono aggiornati al 4 agosto 2016.
| N. |                        | Ruolo | Calciatore       |
| -- | ---------------------- | ----- | ---------------- |
| 2  | Irlanda (bandiera)     | D     | Ciaran Clark     |
| 3  | Galles (bandiera)      | D     | Paul Dummett     |
| 4  | Inghilterra (bandiera) | C     | Jack Colback     |
| 5  | Scozia (bandiera)      | D     | Grant Hanley     |
| 6  | Inghilterra (bandiera) | D     | Jamaal Lascelles |
| 7  | Marocco (bandiera)     | D     | Achraf Lazaar    |
| 8  | Paesi Bassi (bandiera) | C     | Vurnon Anita     |
| 9  | Inghilterra (bandiera) | A     | Dwight Gayle     |
| 11 | Scozia (bandiera)      | C     | Matt Ritchie     |
| 12 | Inghilterra (bandiera) | C     | Jonjo Shelvey    |
| 14 | Inghilterra (bandiera) | C     | Isaac Hayden     |
| 15 | Senegal (bandiera)     | C     | Mohamed Diamé    |
| 16 | Inghilterra (bandiera) | C     | Rolando Aarons   |
| 17 | Spagna (bandiera)      | A     | Ayoze Pérez      |

| N. |                           | Ruolo | Calciatore          |
| -- | ------------------------- | ----- | ------------------- |
| 18 | RD del Congo (bandiera)   | D     | Chancel Mbemba      |
| 19 | Francia (bandiera)        | D     | Massadio Haïdara    |
| 20 | Francia (bandiera)        | C     | Yoan Gouffran       |
| 21 | Irlanda (bandiera)        | P     | Rob Elliot          |
| 22 | Stati Uniti (bandiera)    | D     | DeAndre Yedlin      |
| 24 | Costa d'Avorio (bandiera) | C     | Cheik Tioté         |
| 26 | Inghilterra (bandiera)    | P     | Karl Darlow         |
| 27 | Spagna (bandiera)         | D     | Jesús Gámez         |
| 28 | Belgio (bandiera)         | P     | Matz Sels           |
| 30 | Ghana (bandiera)          | C     | Christian Atsu      |
| 33 | Irlanda (bandiera)        | A     | Daryl Murphy        |
| 41 | Inghilterra (bandiera)    | P     | Freddie Woodman     |
| 45 | Serbia (bandiera)         | A     | Aleksandar Mitrović |

## Calciomercato

### Sessione estiva(dall'1/7 all'1/9)
| Acquisti | Acquisti     | Acquisti       | Acquisti              |
| R.       | Nome         | da             | Modalità              |
| -------- | ------------ | -------------- | --------------------- |
| A        | Dwight Gayle | Crystal Palace | definitivo (10 mln £) |

## Statistiche

### Statistiche di squadra
Statistiche aggiornate all'11 Luglio 2016.
| Competizione        | Punti | In casa | In casa | In casa | In casa | In casa | In casa | In trasferta | In trasferta | In trasferta | In trasferta | In trasferta | In trasferta | Totale | Totale | Totale | Totale | Totale | Totale | D.R. |
| Competizione        | Punti | G       | V       | N       | P       | Gf      | Gs      | G            | V            | N            | P            | Gf           | Gs           | G      | V      | N      | P      | Gf     | Gs     | D.R. |
| ------------------- | ----- | ------- | ------- | ------- | ------- | ------- | ------- | ------------ | ------------ | ------------ | ------------ | ------------ | ------------ | ------ | ------ | ------ | ------ | ------ | ------ | ---- |
| Championship        | 40    | 9       | 6       | 0       | 3       | 19      | 11      | 10           | 7            | 1            | 2            | 18           | 5            | 19     | 13     | 1      | 5      | 37     | 16     | +19  |
| FA Cup              | -     | 0       | 0       | 0       | 0       | 0       | 0       | 0            | 0            | 0            | 0            | 0            | 0            | 0      | 0      | 0      | 0      | 0      | 0      | 0    |
| Football League Cup | -     | 2       | 2       | 0       | 0       | 8       | 0       | 1            | 0            | 1            | 0            | 1            | 1            | 3      | 2      | 1      | 0      | 9      | 1      | +8   |
| Totale              | 40    | 11      | 8       | 0       | 3       | 27      | 11      | 11           | 7            | 2            | 2            | 19           | 6            | 22     | 15     | 2      | 5      | 46     | 17     | +27  |